# Photinia floribunda
Photinia floribunda là loài thực vật có hoa trong họ Hoa hồng. Loài này được (Lindl.) K.R. Robertson & J.B. Phipps miêu tả khoa học đầu tiên năm 1991.